# Lesson Learned
«Lesson Learned» (с англ. — «Извлечённый урок») — песня американской рок-группы Alice in Chains, третий сингл с альбома Black Gives Way to Blue (2009).

## Выпуск песни
Песня «Lesson Learned» вошла в альбом Black Gives Way to Blue, ставший первой студийной работой Alice in Chains с 1995 года и первой пластинкой с вокалистом Уильямом Дювалем, заменившим погибшего в 2002 году Лейна Стейли. По словам нового фронтмена, песня имела для группы особое значение: «Она о том, что жизнь оставляет на тебе шрамы, и всё зависит от того, как ты переносишь эти испытания и что делаешь со своим будущим, будучи раненым. Эта тема проходит через весь альбом».
«Lesson Learned» стала третьим синглом с альбома, вслед за «Check My Brain» и «Your Decision». 26 июня 2010 года композиция дебютировала в американском хит-параде Billboard Active Rock и к августу достигла пятого места, оставаясь в чарте в общей сложности двадцать недель.

## Видеоклип
22 сентября 2010 года на платформе Yahoo! Music был представлен видеоклип на песню «Lesson Learned». Режиссёром стал Пол Маттеус, известный по созданию титров для сериалов HBO «Клиент всегда мёртв» и «Настоящая кровь». Персонажами видеоклипа стали израненный молодой человек и полуголая девушка, находящиеся в заброшенном промышленном здании. Шрамы на теле использовались в качестве метафоры «извлечённых уроков» из названия песни.
Видеоклип выдержан в технике покадровой анимации и состоит из более шести тысяч фотографий, сделанных на съёмочной площадке. На канале Alice in Chains в YouTube были опубликованы две версии: оригинальная, содержащая кадры с обнажённым женским телом, и заретушированная.

## Критические отзывы
В журнале Guitarist «Lesson Learned» причислили к наиболее выделяющимся песням на Black Gives Way to Blue, наряду с «Your Decision» и «Check My Brain». Карен Гибсон (Metal Hammer) и вовсе посчитала, что именно с «Lesson Learned», отличающейся гитарой Джерри Кантрелла, и начинаются лучшие композиции альбома, в которых группа «болезненно режет себя до кости и предстаёт беспомощно уязвимой». На сайте Consequence of Sound песню назвали «крепким рок-боевиком», сочетающим классические вокальные гармонии Alice in Chains и ведущие гитарные партии. Рич Хэнскомб (Drowned in Sound) использовал цитату из песни, чтобы подвести черту под обзором всего альбома: «In your darkest hour / You strike gold» (с англ. — «В свой самый мрачный час / Ты наткнёшься на золото»).

## Места в хит-парадах

### Недельные чарты
| Хит-парад (2010)                             | Наивысшая позиция |
| -------------------------------------------- | ----------------- |
| Канада (Billboard Rock)                      | 4                 |
| Polish Singles Chart                         | 2                 |
| США (Billboard Hot Rock & Alternative Songs) | 10                |
| США (Billboard Mainstream Rock)              | 4                 |
| США (Billboard Alternative Airplay)          | 25                |

### Годовые чарты
| Чарт 2010)                    | Позиция |
| ----------------------------- | ------- |
| US Hot Rock Songs (Billboard) | 41      |